# Альянс по наркополитике
Альянс по наркополитике — некоммерческая организация, со штаб квартирой в Нью-Йорке, возглавляемая Этоном Надельманом. Своей принципиальной целью ставит окончание американской «Войны с наркотиками». Основные приоритеты организации: декриминализация личного употребления наркотиков, пропаганда принципов «снижения вреда», лечение и реабилитация людей употребляющих наркотики, выстраивание открытого диалога между молодёжью, родителями и учителями.